# Eric Van Beuren
Eric Van Beuren (Etterbeek, 5 juli 1942) is een Belgisch filmproducent, scenarist en voormalig hockeyer.

## Levensloop
Van Beuren studeerde voor cameraman aan het Institut des arts de diffusion (IAD) te Louvain-la-Neuve, alwaar hij afstudeerde in 1966.  Na deze studies richtte hij samen met Henri Xhonneur 'YC Aligator Film' op. Hun eerste project was de kortfilm Cyclo Cross  in 1973. Later volgden onder meer Lift van Philippe Lorsignol uit 1973 en de documentaire Format 40X60, naissance d'une aquarelle (over Jean-Michel Folon) van Marc Mopty in 1979.
Omstreeks 1981 bundelden Van Beuren en Xhonneux de krachten met Roland Topor en richtte ze samen 'Tchin Tchin Production' op, waarmee ze onder meer de serie Téléchat producete en de vermaarde speelfilm ‘Marquis’. Alsook de sage Les Steenfort, maîtres de l'orge van Jean-Daniel Verhaeghe in 1997 (gebaseerd op de stripreeks De meesters van de gerst van Jean Van Hamme) en Pleure pas Germaine van Alain de Halleux (waaraan Van Beuren ook als scenarist meewerkte) in 2000. Later volgden onde rmeer nog Odmazda (2001), Resist!: To Be With The Living (2004), Wild Side (2004) en Blanche-Neige, La Suite.
Daarnaast is hij ook vicevoorzitter van de Union des Producteurs de Films Francophones.
Ten slotte was Van Beuren ook actief als hockeyer bij Royal Uccle Sport. Ook maakte hij deel uit van het Belgisch hockeyteam, waarmee hij onder meer deelnam aan de Olympische Zomerspelen van 1964.

## Filmografie
- Souvenir of Gibraltar (1975, producer)
- Le chaînon manquant (1980, producer)
- Marquis (1989, producer)
- Sur la terre comme au ciel (1992, producer)
- Between the devil and the deep blue sea (1995, producer)
- The Quarry (1998, producer)
- Léopold et sa valise[9] (1998, producer)
- Pleure pas Germaine (2000, producer en scenarist)
- Odmazda (2001, producer)
- Resist!: To be with the living (2004, producer)
- Wild Side (2004, producer)
- Blanche neige, la suite (2007, producer)
- Les chevaux de Dieu (2012, producer)
- Belgian disaster (2015, producer)
- Au rythme où bat mon cœur (2016, producer)

### Series
- Téléchat (1982, producer)
- Zoo Olympics (1992, producer)
- Les Steenfort, maîtres de l'orge (1997, producer)
- Les jules: Chienne de vie (1997, producer)